# Hôtel Vic de Pontgibaud
L'hôtel Vic de Pontgibaud, appelé aussi hôtel de Rougé, est situé à Moulins (France).

## Localisation
L'hôtel est situé sur la commune de Moulins, dans le département de l'Allier, en région Auvergne-Rhône-Alpes, au 38 de la rue de Paris (côté est), artère permettant de sortir de la ville vers le nord.

## Description
La façade sur rue, en grès de Coulandon, donne directement sur la rue (sans cour). Elle présente un rez-de-chaussée et deux étages. Au milieu du rez-de-chaussée s'ouvre, sous un arc surbaissé à la clef saillante, une porte cochère fermée par deux lourds vantaux en bois moulurés. À droite de cette façade sur rue, une construction en briques, à usage de communs, s'ouvre par une porte du XVIIe siècle, à l'arc plein cintre chargé à sa clef d'une agrafe à enroulements, aux montants en forme de pilastres et à encadrement de bossages. La façade sur cour du corps de logis présente un parement de briques roses et brunes à décor losangé. Deux ailes en rez-de-chaussée à usage d'écuries et de communs font retour sur cette façade. Une cage d'escalier rectangulaire est comprise dans la partie nord-est du corps de logis, ouvrant sur le couloir du rez-de-chaussée établie entre deux portes cochères. La rampe en fer forgé présente une suite de motifs verticaux arrondis dans le haut où ils inscrivent un fleuron à double corolle d'où s'échappe un pistil tourné vers le bas, et terminés à leur partie inférieure, par deux volutes affrontées. Le palier du premier étage s'ouvre sur deux salons à décor de stucs en panneaux chargés d'agrafes à enroulements et de guirlandes à fleurs. Les panneaux en dessus de porte ou de glace sont décorés d'urnes ou de vases, d'où s'échappent des enroulements végétaux. Leur cadre est formé d'une baguette dorée de style Louis XVI. Les angles sont agrafés d'un médaillon inscrivant un bouquet de fleurs. Le second salon possède un parquet à feuilles.
Du côté est, deux ailes en retour, plus basses, encadrent une petite cour. La cour est séparée du parc par une grille. Le parc à l'anglaise (1,5 ha) a été créé au XIXe siècle par Paul de Choulot de Lavenne.

## Historique
L'hôtel présente des éléments construits vers 1775 pour Antoine de Vic, qui était gentilhomme ordinaire de la chambre du roi (architecte : Joseph Évezard), et d'autres qui ont été construits ou modifiés au milieu du XIXe siècle. Le petit bâtiment en briques à un seul niveau qui se trouve à droite de la façade sur rue date du XVIIe siècle.
Il est acheté dans les années 1830 par Marc Louis Gabriel des Bravards d’Eyssat (1792-1847), comte du Prat. Sa fille Céleste, épouse de Gaspard de Bourbon-Busset, comte de Châlus, en hérite et, après elle, son fils Robert (1848-1918), comte de Busset. En 1918, la fille de Robert, Sophie, épouse d'Urbain de Rougé, en devient propriétaire. Leurs filles Hélène (1921-2017) et Élisabeth (1929-2012), sans alliance, sont les dernières de cette famille à avoir occupé l'hôtel, qui est vendu en 2019.
L'hôtel est inscrit au titre des monuments historiques par arrêté du 7 avril 2008.

## Protection
Éléments protégés : l'hôtel en totalité, y compris ses décors intérieurs (escaliers avec leurs ferronneries, salons, chambres et bibliothèque avec leurs boiseries, stucs, cheminées et toiles peintes), son parc avec ses clôtures et son système hydraulique et ses communs sur rue et sur cour.

## Galerie

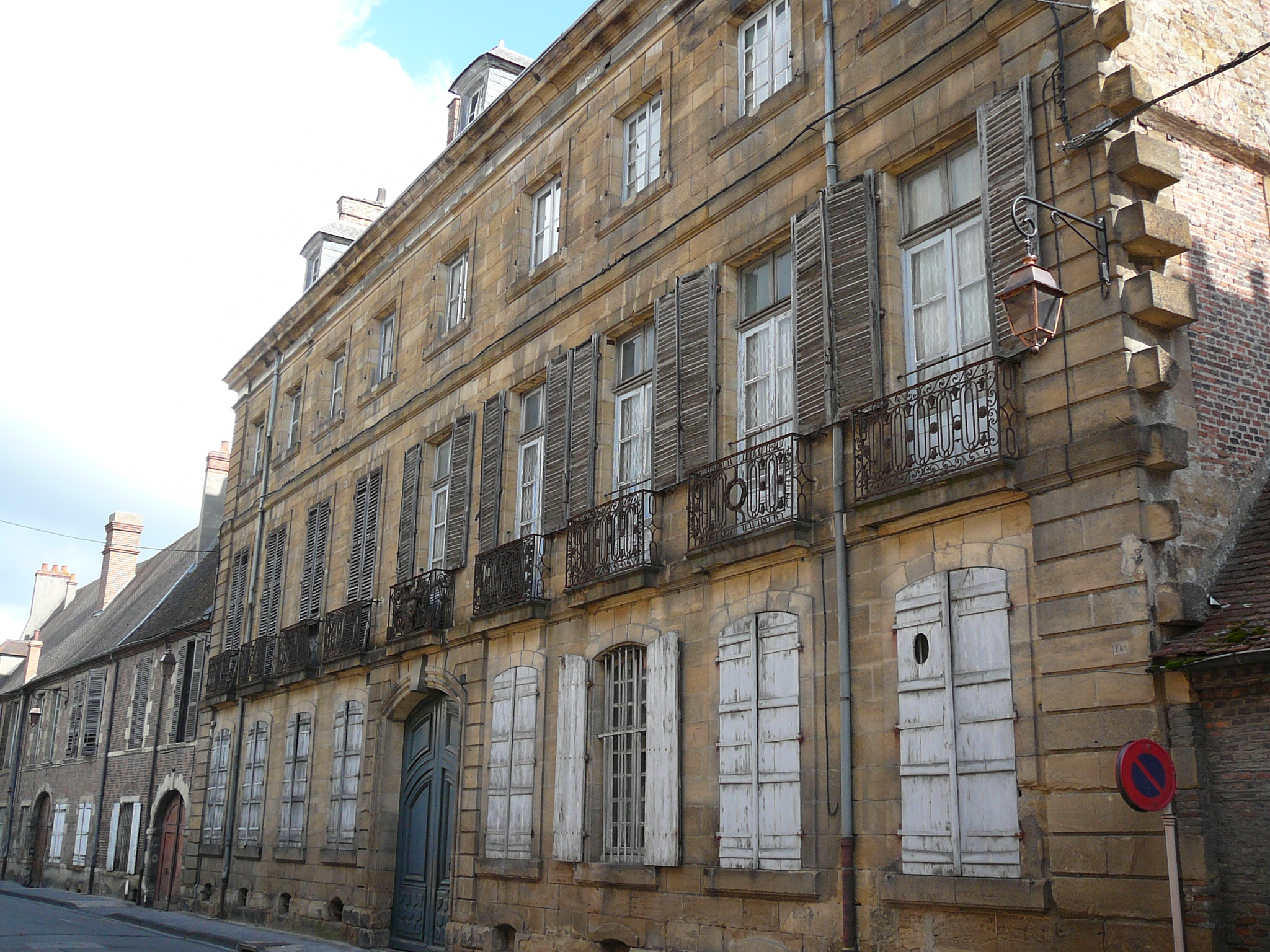
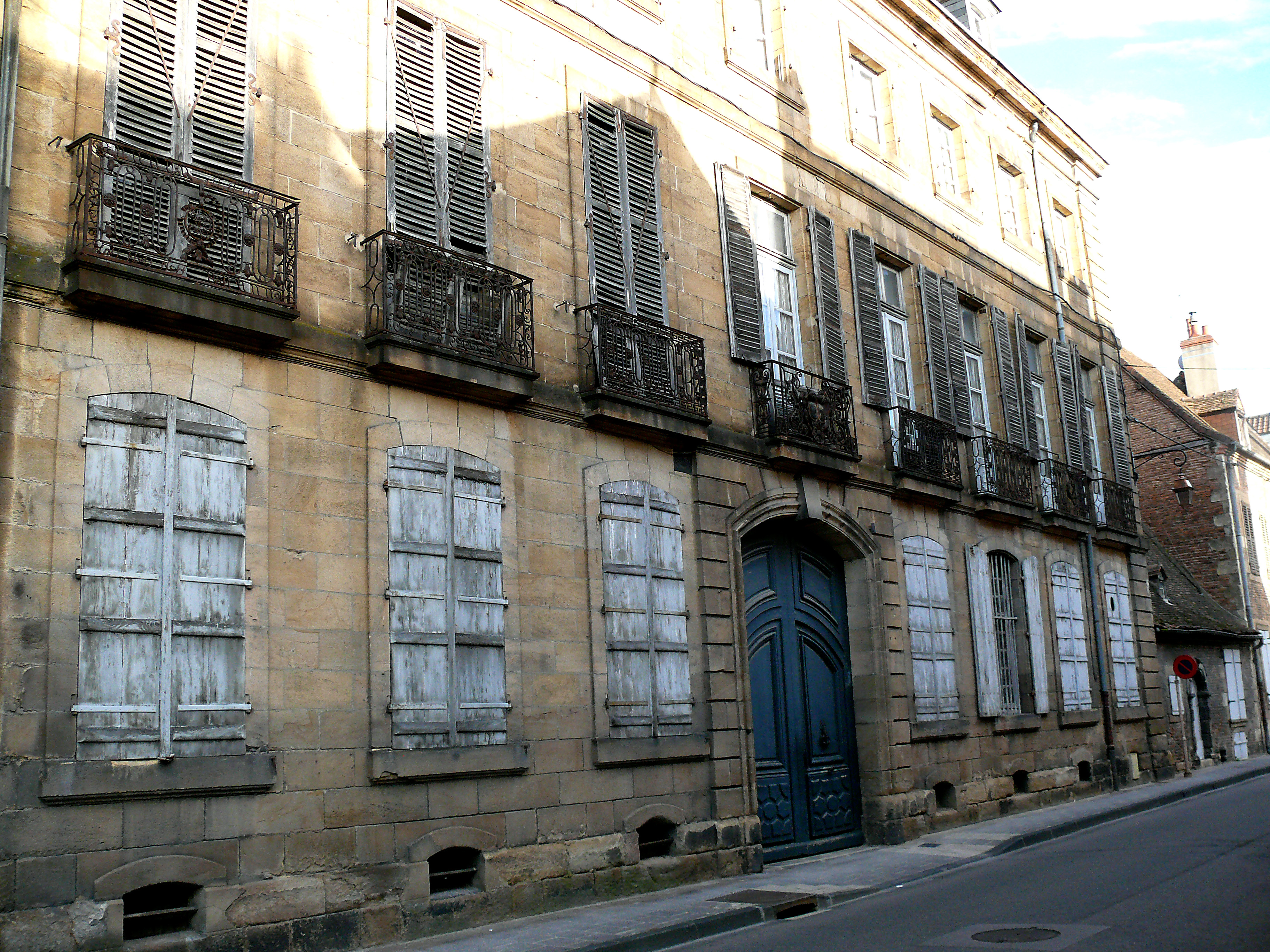
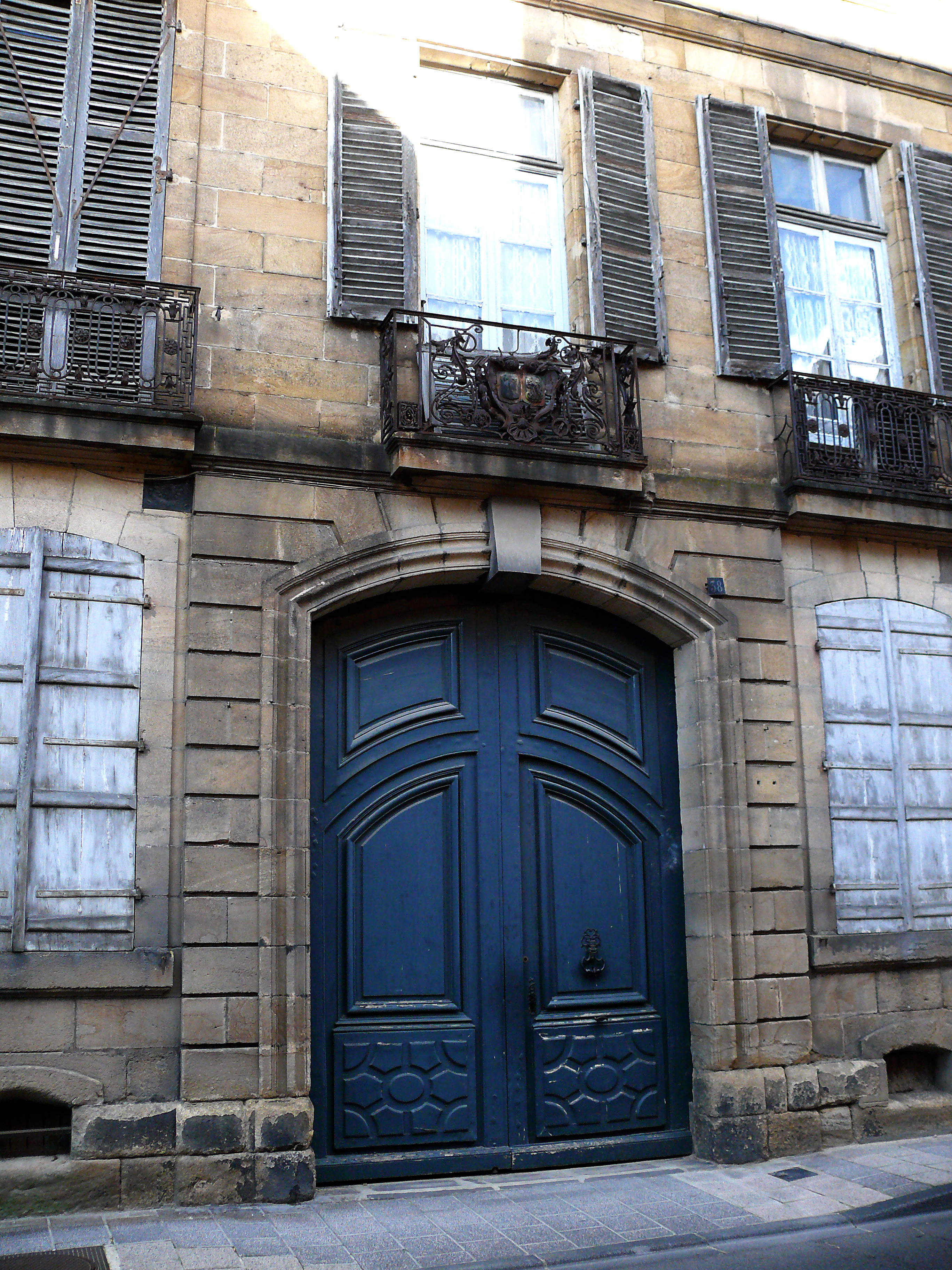
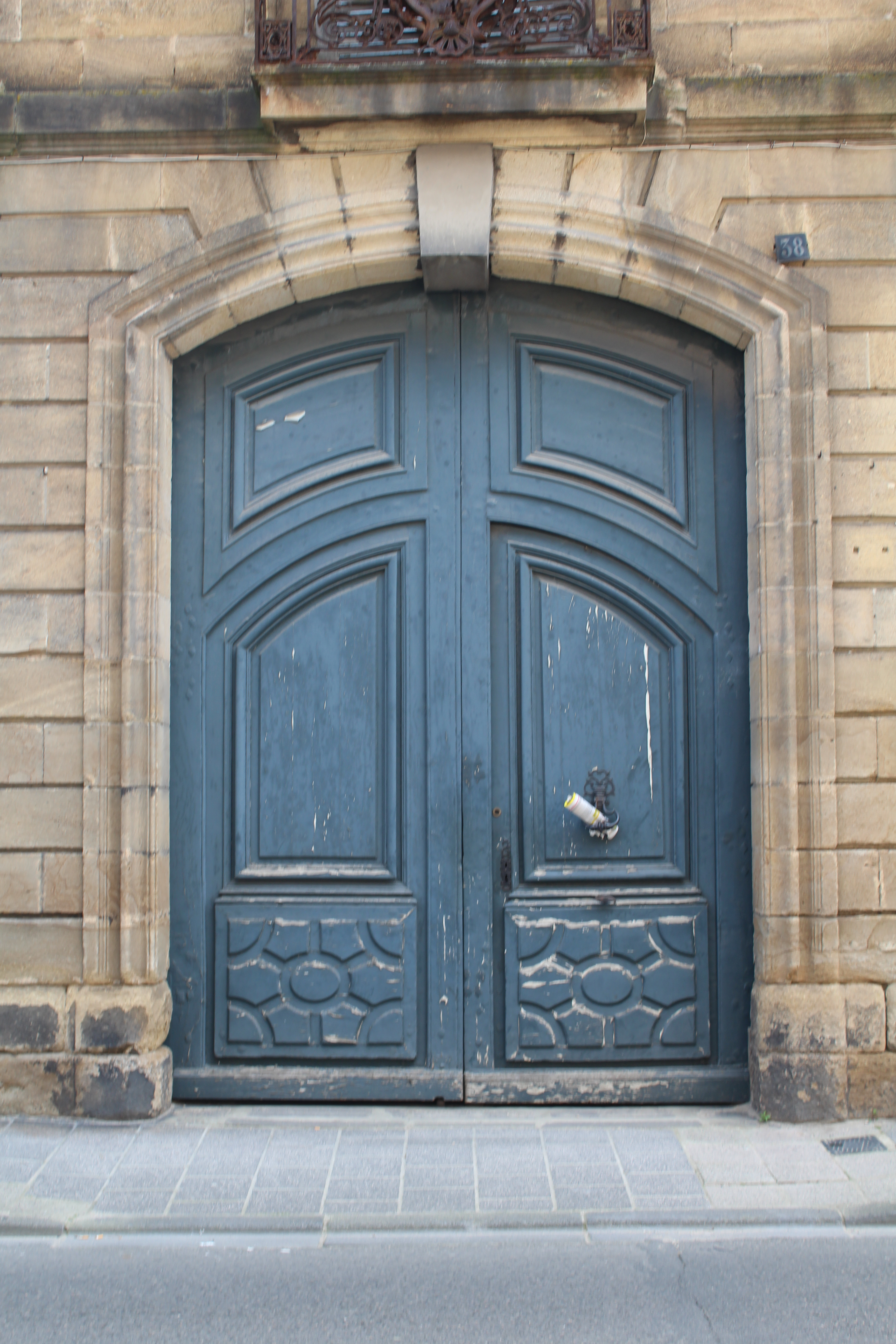